# Homero Leite Meira
Dom Homero Leite Meira (Brumado, 2 de dezembro de 1931 - Caetité, 8 de maio de 2014), foi um bispo da Igreja Católica brasileiro.

## Biografia
Nasceu numa quarta-feira, às três horas da manhã, segundo anotação do próprio pai, pequeno negociante, chamado Hugolino Meira e de D. Ana Francisca Leite Meira, apelidada Donana, costureira. Foi o terceiro e último filho do casal, que teve ainda Hugo e Helena. A cidade de Brumado, então, era chamada “Bom Jesus dos Meiras” – referência a esta tradicional família sertaneja, alvo de estudos lapidares pelo historiador Lycurgo Santos Filho, de Campinas, na obra “Uma Comunidade Rural do Brasil Antigo”.
Tendo seu pai sofrido um derrame, muda-se com a família para Caetité, em 1938 – cidade que marcaria toda a vida do futuro prelado. Ali tem início na vida religiosa, fazendo o catecismo com o Padre Osvaldo Pereira de Magalhães.

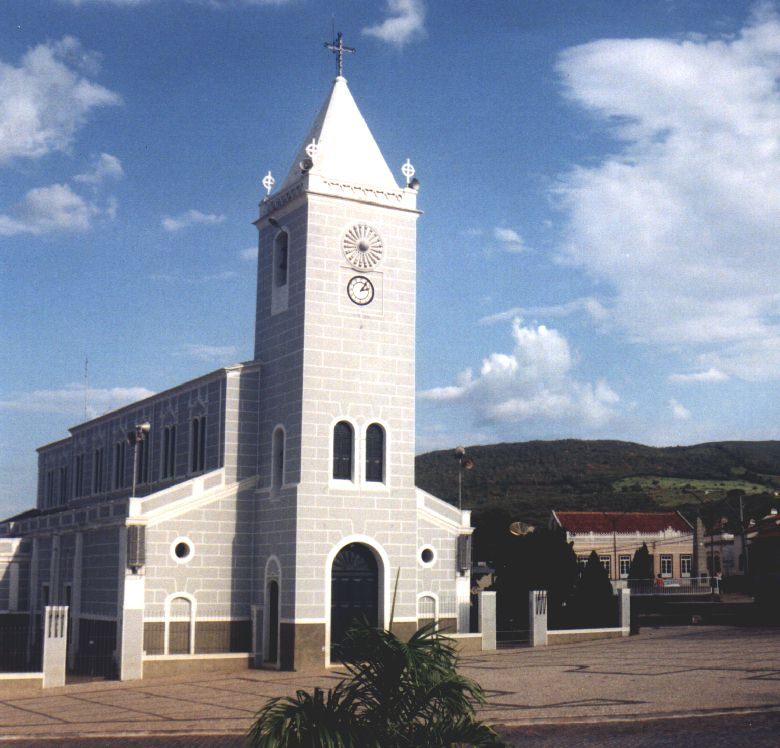
Catedral de Santana, em Caetité, onde teve início a vocação do prelado.

Conta Dom Homero que tinha apenas onze anos quando, na Catedral de Senhora Santana (foto), sentiu o chamado para a vida religiosa. Foi durante uma celebração do pároco espanhol José Maria Vicente.
Em 1944 retorna a família para Brumado. Intercedendo seu irmão Hugo junto ao vigário local – posto que a família não dispunha de recursos para custear-lhe o seminário – este decide ali mesmo iniciar sua formação, devendo ir no ano seguinte para Caetité, prosseguir no Seminário.
Em Caetité, hospeda-se no Palácio Episcopal, sendo bispo então Dom Juvêncio de Brito, realizando em Salvador o restante de sua formação. Sua tonsura foi conferida por Dom Antônio Monteiro, o presbiterado pelo então bispo de Caetité, Dom José Terceiro de Sousa. Sua ordenação deu-se a 8 de dezembro de 1955,  em São Miguel das Matas, onde laborava seu grande amigo, o padre Gilberto Vaz Sampaio, com a presença do bispo de Caetité.
A missa nova foi celebrada em Brumado, no dia 20 de janeiro de 1956.

## Vida eclesiástica
Iniciou a vida paroquial como vigário de Piatã, pequena cidade da Chapada Diamantina, então com 700 habitantes, aos 24 anos. Ali fica por sete meses, retornando a Caetité onde, a pedido do bispo, torna-se secretário diocesano, a fim de preparar a chegada do novo prelado, Dom José Pedro Costa, que se deu a 13 de outubro de 1957.
É, ainda, capelão do Colégio das Freiras Mercedárias e professor de latim da Escola Normal. Em 1958 com a abertura do Seminário Menor na cidade, é o seu diretor espiritual.
Em 1965 é nomeado para a paróquia de Urandi, onde tem grande apoio do caetiteense José Brito Silva e sua esposa, D. Nadir. Ali fica até 1968, quando é enviado para a Condeúba, a fim de substituir o Monsenhor Waldemar Moreira da Cunha, recentemente falecido. Encontra a cidade devastada pela cheia do rio Gavião, com mais de cem casas destruídas. Graças à sua intercessão junto ao Papa João XXIII, recebe ajuda para a reconstrução de muitas delas. Ali permanece por muitos anos, servindo ainda aos bispos Dom Silvério e Dom Eliseu.
Após uma peregrinação a Aparecida, recebe uma carta do Núncio Apostólico, convidando-o a aceitar a nomeação feita pelo Papa, a fim de tornar-se o primeiro bispo de Itabuna. A notícia o surpreende, e aconselhado por D. Eliseu, fala com o próprio Núncio que, então, o convence.

## Prelazias

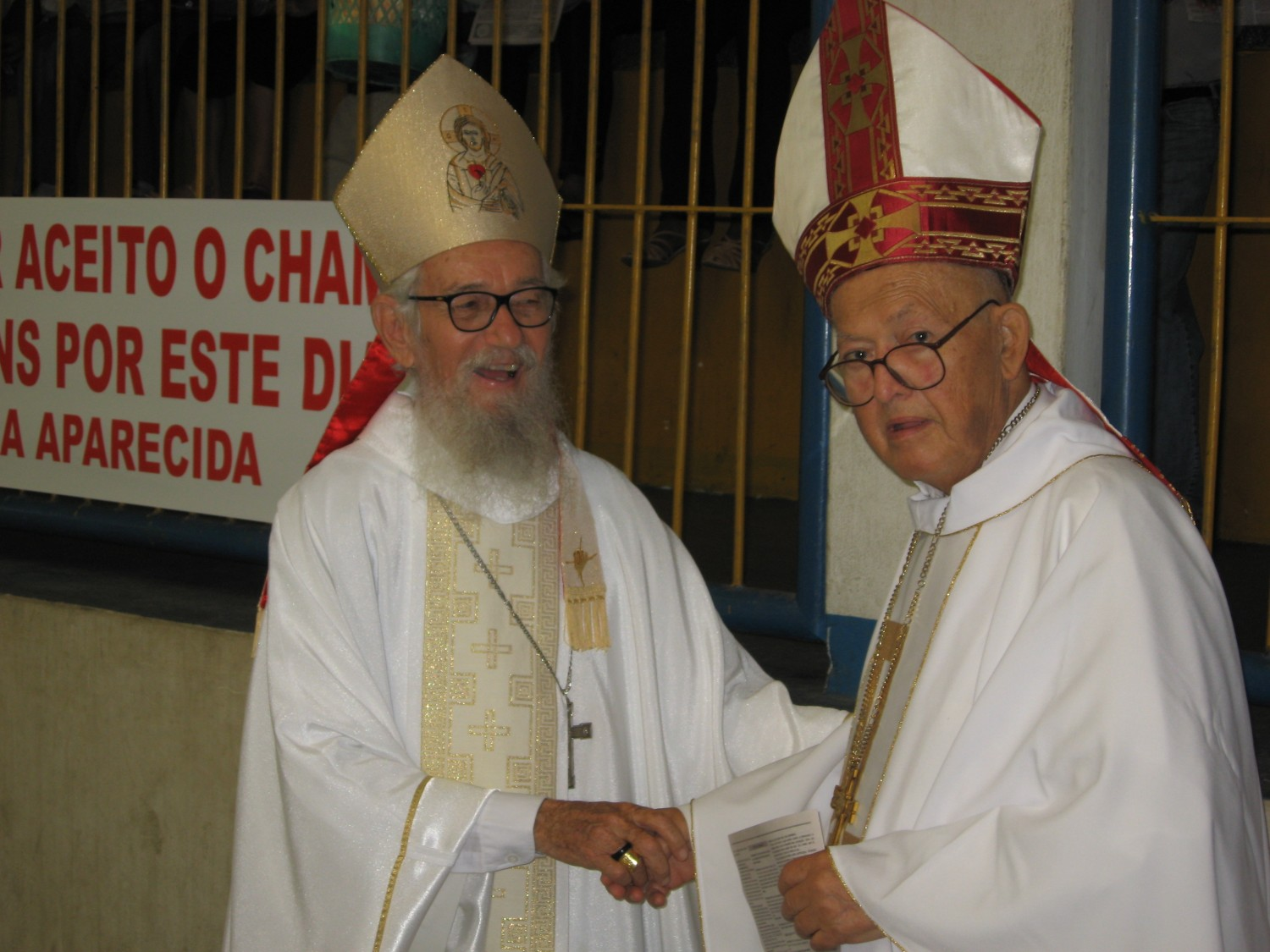
Com o bispo emérito de Caetité, D. Alberto, durante a ordenação presbiteral de Eutrópio Aécio de Carvalho Souza.
Caetité, janeiro de 2008

Sua sagração ocorre na mesma Caetité e na Catedral onde teve seu chamado, a 27 de dezembro  de 1978, com a presença do bispo de Ilhéus, Dom Tepe, de Dom José Terceiro e como pregador o Cardeal Primaz, Dom Avelar Brandão Vilela.

### Bispado em Itabuna
Assume a novel Diocese a 1 de janeiro de 1979, onde procede à instalação da nova Diocese, desmembrada da de Ilhéus. Aí permanece até novembro do ano seguinte, quando é nomeado para Irecê.

### Bispado em Irecê
Tomou posse em 21 de dezembro de 1980, permanecendo até setembro de 1983, quando renuncia, por razões de saúde.
Dentre as várias ações, atuou para a criação da Paróquia Nossa Senhora da Conceição, em Uibaí, o que se deu a 25 de dezembro de 1980, designando para ser pároco o Padre Olezil. A 19 de abril do ano seguinte inicia a construção do novo templo.

### Resignação
Desde 1984 voltou a morar Dom Homero em Caetité, onde assiste aos doentes, aos presos, além de celebrar missas. Deu início, na cidade, ao Movimento Carismático, que assiste em capela própria, sempre com humildade na terra que define de “clima muito bom. Água, uma das melhores do mundo. E, sobretudo, povo realmente muito bom, máxime nas horas da dor”.